# Minokamo

Minokamo (美濃加茂市 Minokamo-shi?) este un municipiu din Japonia, prefectura Gifu.